# 30302 Kritilall
30302 Kritilall este un asteroid din centura principală de asteroizi.

## Descriere
30302 Kritilall este un asteroid din centura principală de asteroizi. A fost descoperit pe 28 aprilie 2000 la Socorro, New Mexico, în cadrul proiectului LINEAR. Asteroidul prezintă o orbită caracterizată de o semiaxă mare de 2,44 ua, o excentricitate de 0,04 și o înclinație de 4,0° în raport cu ecliptica.